# Quatuor à cordes no 11 de Dvořák
Pour les articles homonymes, voir Quatuor à cordes no 11.
Le Quatuor à cordes nº 11 en do majeur, B. 121 (op. 61) a été composé par Antonín Dvořák en 1881 en moins de 5 jours, la première ayant été annoncée avant même son écriture. Le quatuor est dédié à Josef Hellmesberger qui l'a commandé et dont le quatuor devait le créer à Vienne le 15 décembre 1881. Mais à cause de l'incendie catastrophique le 8 décembre du Ringtheater, la création a été reportée. On ne sait pas aujourd'hui si la première exécution à Vienne a eu lieu. La première tchèque a eu lieu le 5 janvier 1884, par Ferdinand Lachner, Julius Rauser, Josef Krehan et Alois Neruda.

## Structure
Le quatuor comprend quatre mouvements et dure environ 30 minutes. Deux thèmes d'une polonaise, écrite précédemment en 1879 par le musicien  pour violoncelle et piano, ont été réutilisés dans cette pièce.
- Allegro
- Poco adagio et molto cantabile
- Allegro vivo
- Finale : vivace